# Tranvia Raddusa-Sant'Agostino
La tranvia Raddusa-Sant'Agostino era una piccola tranvia a vapore per il trasporto dei minerali e dei minatori tra le miniere di zolfo di Sant'Agostino e la stazione di Raddusa, nell'area della valle del Dittaino, in provincia di Enna.

## Storia
Il 13 giugno del 1883 l'imprenditore inglese Robert Trewhella presentava un'istanza al prefetto di Catania allo scopo di poter costruire una tranvia privata a vapore che partendo dai "magazzini Coticchi", posti in adiacenza alla stazione ferroviaria di Raddusa, della ferrovia Palermo-Catania, arrivasse alla stazione di Assoro (oggi Stazione di Dittaino) ed infine nelle "zolfare" di Sant'Agostino, in territorio di Assoro, che erano di sua proprietà.
Il prefetto di Catania, il 21 agosto 1884, inviava al Ministero dei lavori pubblici, una nota in cui si diceva meravigliato della notizia che l'Impresa senza alcuna autorizzazione erasi permessa di far costruire il ponte sul torrente Dittaino. L'anno dopo però, visto il verbale di collaudo fatto dal Genio Civile di Catania, rilasciava al Trewhella l'autorizzazione all'esercizio provvisorio della ferrovia. 
Il primo di agosto del 1885 Il Ministro Segretario di Stato pei lavori pubblici approvava il progetto presentato dal Trewhella il 15 febbraio dello stesso anno per la costruzione di una ferrovia privata di 2ª categoria dalle sue "Miniere di zolfo di S. Agostino ed altre proprietà" fino alla stazione di Raddusa della linea ferroviaria Palermo-Catania.

## Caratteristiche
| Unknown route-map component "uexKBHFa" | Non-passenger station/depot on track |

| Unknown route-map component "uexHST" | Station on track |

| Unknown route-map component "uexHST" | One way leftward |

| Unknown route-map component "uexHST" |

| Unknown route-map component "uexKBHFe" |

La linea, a scartamento ridotto di 850 mm, aveva un percorso di quasi dieci chilometri: il tracciato si svolgeva attraverso la valle del Dittaino e la valle del torrente Salito, puntava poi verso la contrada Mandre Bianche e raggiuntala girava nuovamente verso il torrente Salito giungendo infine alla prima delle miniere di Sant'Agostino.
Lo scalo di Sant'Agostino funzionava da collettore dei vagoni provenienti dalle miniere di Panche, Pozzo ed altre che facevano parte del gruppo di zolfare di Agira.

## Materiale rotabile

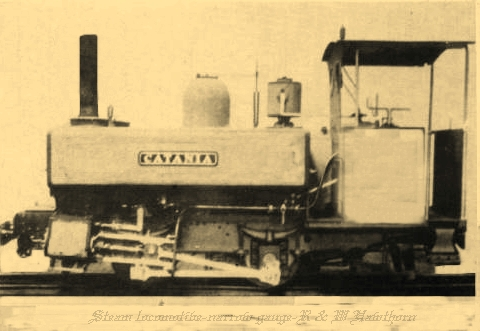
Locomotiva a due assi Catania

Per la trazione dei piccoli convogli erano utilizzate delle piccole locotender a vapore di rodiggio 0-2-0 di costruzione inglese R.& W. Hawthorn ciascuna denominata, secondo l'uso del tempo, con i nomi di località o di persone; una di esse, la "Catania" nel 1905 venne ceduta alla Ferrovia Alifana e da questa nel 1939 ad una società che la trasportò in Eritrea per il servizio portuale di Assab.